# Pediacus major
Pediacus major är en skalbaggsart som beskrevs av Sharp 1899. Pediacus major ingår i släktet Pediacus och familjen plattbaggar. Inga underarter finns listade i Catalogue of Life.